# 人物写真

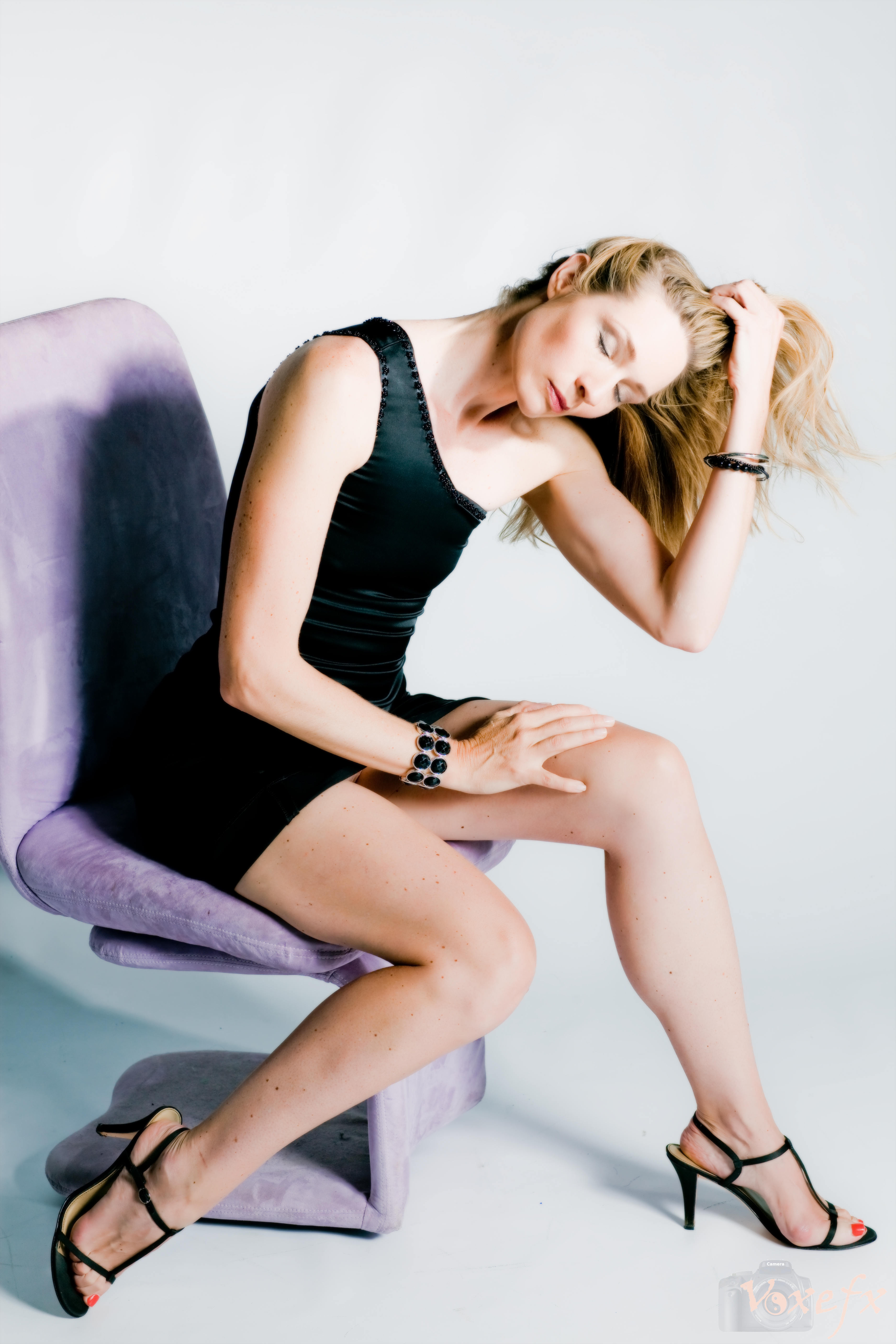
金髪の白人女性の人物写真

人物写真（じんぶつしゃしん）とは、人物を撮影した写真作品のこと。ポートレイト、ポートレートとも呼ばれる。

## 概要

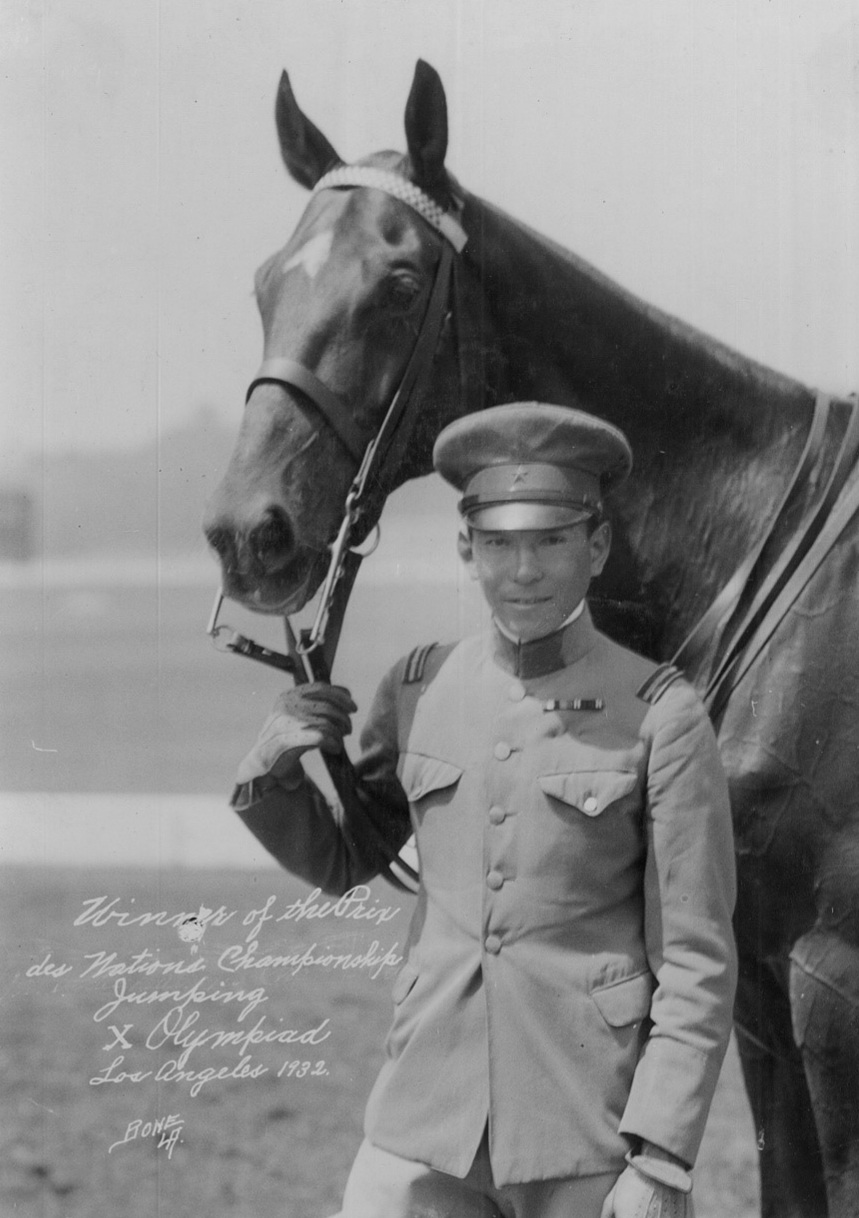
愛馬ウラヌスと共に写る西竹一のポートレート。

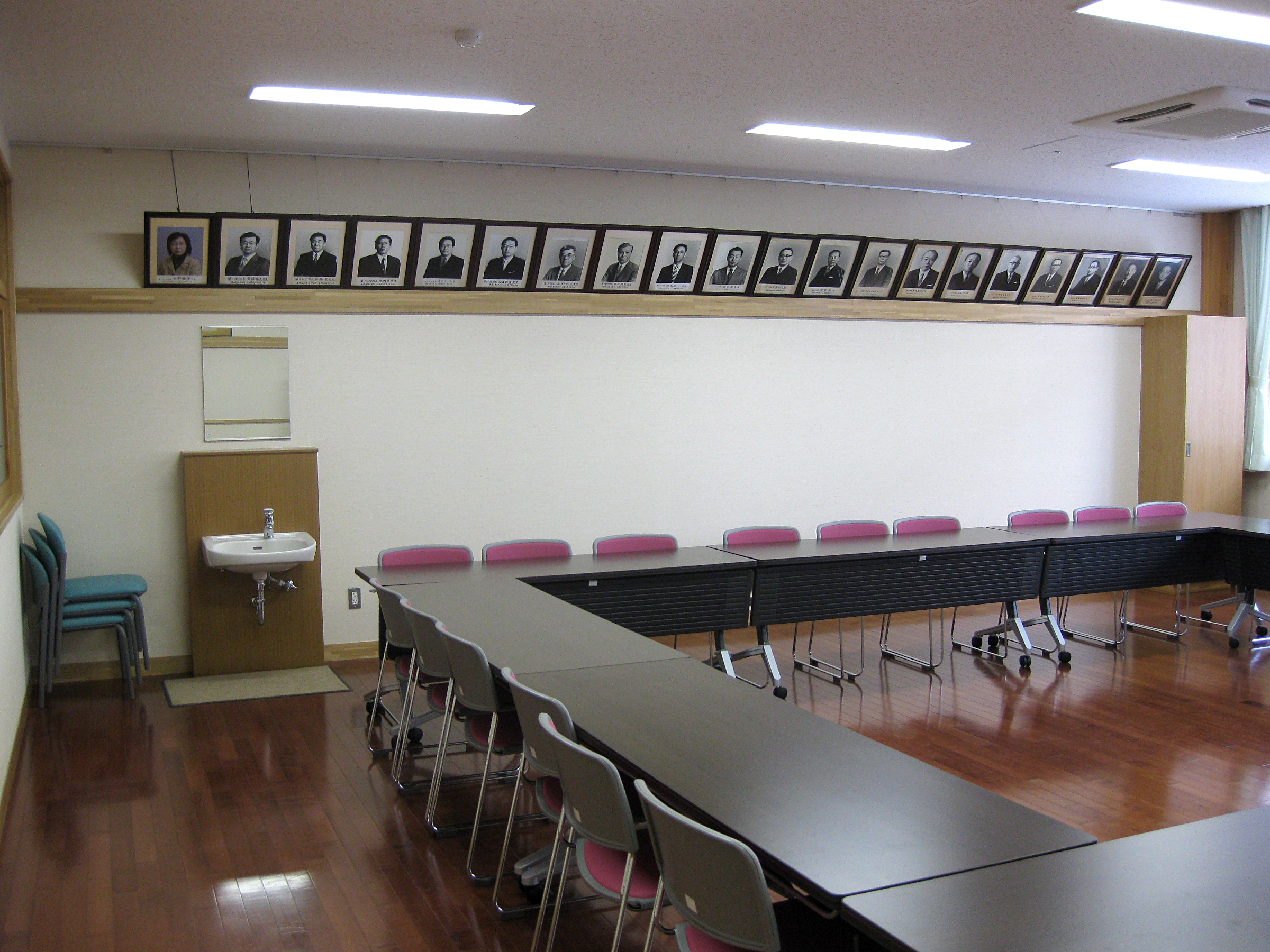
歴代校長の肖像写真（中学校の会議室）。

特段、写真を趣味としていない人が写真を撮る場合、家族や友人の人物写真であることが殆どであるように、カメラマンもプロもアマチュアを問わず、人物写真を撮影することが最も多いと言える一般的な写真形式である。
人物写真と呼べるものは、例えば家族の写真（家族写真）、団体における集合写真、雑誌等の表紙や記事のための肖像写真、お見合いのための写真、著名人有名人のブロマイド、証明写真、警察による犯罪者の写真（司法写真）など、極めて多岐にわたる。これらはいずれも美術作品としても成立しうるし、単なる記念や記録の品としても成立しうる。
芸術写真としてのポートレートは絞りを開いたり望遠レンズを用いて被写界深度を浅くし、背景をぼかして主役を浮かび上がらせる手法を用いることが多い。（ボケ）

## セルフ・ポートレイト
人物写真の中でも、最も美術作品としての色彩が濃いのは、セルフ・ポートレイト（自分で撮影した自分の写真。自分が1人で写っていることは必ずしも必要ないが、1人で写っている作品をそう呼ぶ場合の方が多い。例えば、セルフタイマーで撮影された家族写真を「セルフ・ポートレイト」と呼ぶことは稀）である。
セルフ・ポートレイトは、自分を用いることから、最も表現としての自由が利き、写真家の個性が出るといわれることがある。
日本人写真家によるセルフ・ポートレートで有名なものに、植田正治と森村泰昌の作品がある。特に後者は、化粧等により、女性を含む他人や物・絵画の一部になりきった自分を撮影した作品群である。シャッターを本人以外が押していることから、「撮影者」がいったい誰か、誰が撮影した写真作品なのか、という問題もはらんでいる。

## やらない方が良いとされる構図
人物写真の撮影において、ギロチン、メザシ、クシザシと呼ばれるものがある。
背景にある柵やベンチ、道路などのまっすぐな横線が、主な被写体たる人物の首を横切るような構図をとることを、処刑用具になぞらえてギロチンといい、また人物の目を横切るような構図をとることを、干物のメザシになぞらえてメザシという。さらに、背景にある標識のポール、柱などのまっすぐな縦線が、その人物の脳天に突き刺さっているような構図をとることを、クシザシという。
人間は目で見ている風景を――たとえファインダー内に映った2次元映像であっても――3次元で捉える習性があるため、特にカメラ初心者は撮影中に気付かないことが多い。実際にプリントされた写真を見る場合には、比較的多くの閲覧者が早い時期に気づく。

※絶対的な禁止ではなく、あえてこの構図を利用した写真を撮る手法もあり、絵画等の芸術作品にもこの構図が存在する。